# لوویک، کامبریا
لوویک (به انگلیسی: Lowick) یک روستا و محله مدنی در بریتانیا است که در South Lakeland واقع شده‌است. لوویک ۲۲۷ نفر جمعیت دارد.